# Jrvezh
Jrvezh är ett vattendrag i Armenien. Det ligger i den centrala delen av landet.
Runt Jrvezh är det i huvudsak tätbebyggt. Runt Jrvezh är det mycket tätbefolkat, med 5 021 invånare per kvadratkilometer.